# Yooka-Laylee
Yooka-Laylee é um jogo de ação e aventura de plataforma em 3D para Microsoft Windows, OS X, Linux, PlayStation 4, Xbox One e Nintendo Switch, lançado em 11 de abril de 2017.  Desenvolvido pela Playtonic Games, um grupo de vários ex-funcionários da Rare, muito importantes durante a era do Nintendo 64. Entre eles, estão os criadores de Banjo-Kazooie, Chris Sutherland, Steve Mayles e Steven Hurst, que voltam a trabalhar em suas funções de programador-chefe/dublador, artista de personagens e artista de ambientes, respectivamente.

## Jogabilidade
Os protagonistas de Yooka-Laylee são Yooka, um camaleão macho descrito como "heróico", e Laylee, um morcego fêmea descrito como "um pouco maluco". Os personagens serão capazes de se transformar em formas "inesperadas", dando a eles mais habilidades. Entre elas, incluem "onda sonar", "chicote de língua" e "planar pelos ares". O site oficial informa que "adicionalmente, pode ou não haver um movimento que inclui uma bolha gigante de pum". O jogo é classificado como um ressurgimento dos jogos do gênero de plataforma em 3D com itens colecionáveis. do final dos anos 90 e início dos anos 2000. Durante sua aventura, Yooka e Laylee irão completar desafios para destravar e coletar "pagies", colecionáveis dourados que servem como o propósito principal do jogo e serão usados para destravar e expandir mundos. Uma batalha contra chefe e pelo menos um jogo de arcade secreto serão incluídos em cada um dos níveis, e ainda haverá um "desafio de perguntas e respostas" logo antes do chefe final, similar aos jogos da série Banjo-Kazooie. Além disso, sequências de "carrinhos de mina" em 2D e 3D serão incluídas no jogo, como em Donkey Kong Country e Donkey Kong 64. O jogo também contará com um modo co-operativo local multijogador para dois jogadores. Também haverá um modo competitivo multijogador para dois a quatro jogadores com oito jogos diferentes.

## Desenvolvimento

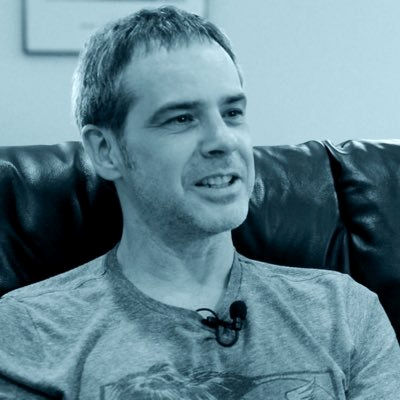
Grant Kirkhop

No dia 8 de setembro de 2012, um grupo de ex-funcionários da Rare anunciou a criação de um sucessor espiritual de Banjo-Kazooie. Eles se juntaram e começaram a usar a conta no Twitter chamada de "Mingy Jongo", um chefe no jogo Banjo-Tooie, com o apoio de ex-desenvolvedores da Rare e pessoas incluindo Grant Kirkhope. A conta foi abandonada e o projeto foi confirmado como morto por Grant em uma sessão de perguntas e respostas no Reddit até que a conta foi retomada e anunciada como Playtonic Games, dizendo que estavam planejando um sucessor espiritual dos jogos da série Banjo-Kazooie, chamado de Yooka-Laylee, e anteriormente conhecido como Project Ukulele. Acredita-se que Yooka-Laylee seja o resultado do trabalho de Mingy Jongo, levando em conta as similaridades de ambos usarem o motor gráfico Unity e terem sido planejados com uma campanha no Kickstarter.
A campanha do jogo foi lançada no Kickstarter no dia 1 de maio de 2015. Com menos de 21 horas de campanha, ela já havia passado a sua maior meta de £1 milhão e se tornou o jogo eletrônico no Kickstarter a alcançar US$1 milhão mais rápido na história. Posteriormente, a Playtonic Games lançou um comunicado agradecendo publicamente a todas as pessoas que os apoiaram e prometeram mais atualizações no futuro. Após isso, a campanha recebeu três metas adicionais, duas delas já foram alcançadas desde então. Aqueles que ajudarem financeiramente na campanha irão receber recompensas especiais assim que o jogo for lançado. O jogo alcançou a sua meta inicial de financiamento coletivo de £175 mil em apenas trinta e oito minutos, e a sua maior meta de £1 milhão em menos de 21 horas. É actualmente o jogo do Reino Unido que recebeu o maior fundo na história do Kickstarter, com mais de £2,090,000, ultrapassando o recorde anterior de Elite: Dangerous. O sucesso da campanha Kickstarter permite lançar Yooka-Laylee nas consolas.
Yooka-Laylee está planejado para ser lançado simultaneamente para Microsoft Windows, OS X, Linux, PlayStation 4, Xbox One e Nintendo Switch. Originalmente, também fora anunciado para Wii U durante a campanha do KickStarter, mas  no dia 12 de dezembro de 2016, devido à problemas técnicos e também (provavelmente) pela descontinuação do console no mesmo período do lançamento do jogo, o port para esta plataforma foi cancelado. Contará com mundos em 3D criados pelo artista de ambientes Steven Hurst, cujo trabalhos incluem as séries Banjo-Kazooie e Viva Piñata. Alguns personagens serão desenhados por Kevin Bayliss, que ajudou na criação do visual moderno dos personagens de Donkey Kong, começando por Donkey Kong Country, e Ed Bryan, que criou personagens para Banjo-Kazooie. Os ex-compositores da Rare, David Wise, Grant Kirkhope e Steve Burke, irão colaborar para compor a trilha sonora do jogo. Um CD contendo as músicas será lançado e enviado para determinadas pessoas que ajudaram na campanha de financiamento coletivo. Yooka-Laylee terá um modo opcional que remete a era do Nintendo 64, com um estilo visual que irá imitar os gráficos da época. A língua original do jogo será inglês, porém ele também será traduzido profissionalmente para francês, alemão, italiano e espanhol. Outras línguas poderão ser incluídas caso sejam votadas pelos ajudantes da campanha do Kickstarter. O jogo será publicado pela Team17.